# ريان كون
ريان كون هو طيار كندي، ولد في 26 ديسمبر 1982 في فيرنون في كندا.

## وصلات خارجية
- ريان كون على موقع الاتحاد الدولي للكرلنغ (الإنجليزية)